# 阿瑪萊特AR-50狙擊步槍
阿瑪萊特AR-50（英語：Armalite AR-50）是一款由美国槍械製造商阿瑪萊特所研製及生產的單發、後膛裝填、旋转后拉式枪机重型狙擊步槍（反器材步槍），發射12.7×99毫米北約口徑（.50 BMG）制式步枪子彈。

## 設計細節
阿瑪萊特AR-50步槍在1997年開始設計，並在1999年的SHOT Show上首次公開，同年開始對民間發售。
阿瑪萊特AR-50步槍採用沉重的重量和一個高效大型凹槽型槍口制退器以吸收大量的後座力，使其後座力變得非常溫和。阿瑪萊特AR-50是一枝採用單發式設計的手動狙擊步枪，空槍重約15.42公斤（34磅）會全部合共重約36磅（16.33公斤）。AR-50採用特別厚和剛性的自由浮動式槍管，以盡量減少發射時迅速來自槍管的後座力；其外表面採用黑色磷化處理，全槍為啞光黑色，以改進全槍外貌、增強耐久性、提高抗生銹及腐蚀（尤其是海洋等环境的盐腐蚀）、減輕全槍质量以及加強抗脫色能力以減少在夜間行動時會被發現的機會。
阿瑪萊特AR-50步槍結構簡單，可靠性高。鋁合金製造的機匣是阿瑪萊特的獨特的八边形設計，增強了機匣對抗彎曲的可能，並安裝在框架型鋁製整體式前托上，表面採用硬質陽極氧化處理。機匣就在多層式V型槍托的前方，而槍管於護木的上方自由浮動，內有8條右旋1：15的膛線纏距。AR-50的槍托可分為三個獨立的部份，各部份皆由铝所製成。與槍托成一體化的甚有特色、擠壓而成的護木的表面同樣採用硬質陽極氧化處理，可以與支架經過加工並以螺釘固定的槍托分離，前下方設有兩腳架的安裝接口。前托底下更裝上了AR-15／M16步槍式手槍握把。槍托可以安裝及調節尾部設有的一塊由軟橡膠製造的槍托後座緩衝墊，一塊可調節高度的托腮板，以及可伸縮調節高度的後腳架，使得射擊時更為舒適和穩定。
阿瑪萊特AR-50步槍系列沒有採用彈匣供彈，必需在射擊前用手通過裝填口（兼拋殼口）向膛室內裝彈；阿瑪萊特AR-50步槍系列並沒有內置其機械瞄具，必須利用其機匣頂部所設有的一條MIL-STD-1913戰術導軌安裝日間／夜間望遠式狙擊鏡、光学瞄准镜、紅點鏡／反射式瞄準鏡、全息瞄準鏡、棱鏡式瞄準鏡、夜視儀或热成像仪作為阿瑪萊特AR-50的瞄準具；另外亦可選擇在槍管上方增加一個前導軌座，這樣就可以使用流行的前後串連式安裝配置模式擴大瞄準具附件的加裝應用模式。
這枝步槍最近已經更新為AR-50A1 B，它裝有更平滑順暢的槍機，有吸引力的新型槍機擋，重點加固型制退器，和比原來的AR-50更大的強度。AR-50A1 B的設計是一枝經濟型長距離射擊的比賽項目的答案，AR-50A1 B具有令人驚訝的精度，而其巨大的凹槽槍口制退器亦使它發射時的後座力大大減輕。AR50-A1 B是專為遠距離射擊而研製，主要是發射.50 BMG巴雷特子彈。AR-50A1 B具有驚人的準確度，其龐大的凹槽式制退器，使其後座力變得柔和。阿瑪萊特AR-50A1系列狙擊步槍有三種型號，分別是發射標準型.50 BMG彈藥的AR-50A1 B、發射比賽等級.50 BMG彈藥的AR-50A1 B和AR50-A1 B-416。
阿瑪萊特AR-50A1 B-416是AR-50A1 B系列狙擊步槍中最新的一款，發射.416巴雷特步枪子彈。雖然該步槍子彈比較細長，而且口徑也小，但全槍的總重量卻比另外兩種略大，達到了15.74公斤（34.7磅）。
雖然AR-50是一支精度很高的大口徑步槍，但在1999年後，巴雷特M82系列的.50口徑將AR-50的地位取代，因為它在戰鬥期間遠比AR-50有效。只有一發的AR-50的缺點就是無法像巴雷特M82系列一樣，於短時間攻擊多個目標。而且AR-50的重量太大，單人携行不夠方便，故難以受到軍警部門所青睞。
目前AR-50只是給民用的射手所使用，例如是“長距離射擊”或“精確依托射擊”項目時。AR-50生產目的是占領低端市場，其銷售價格較同類型武器下降約50℅。與許多圖片所描述的相反，事實上AR-50通常並沒有兩腳架和光学瞄準鏡（或夜視鏡）。

## 圖集

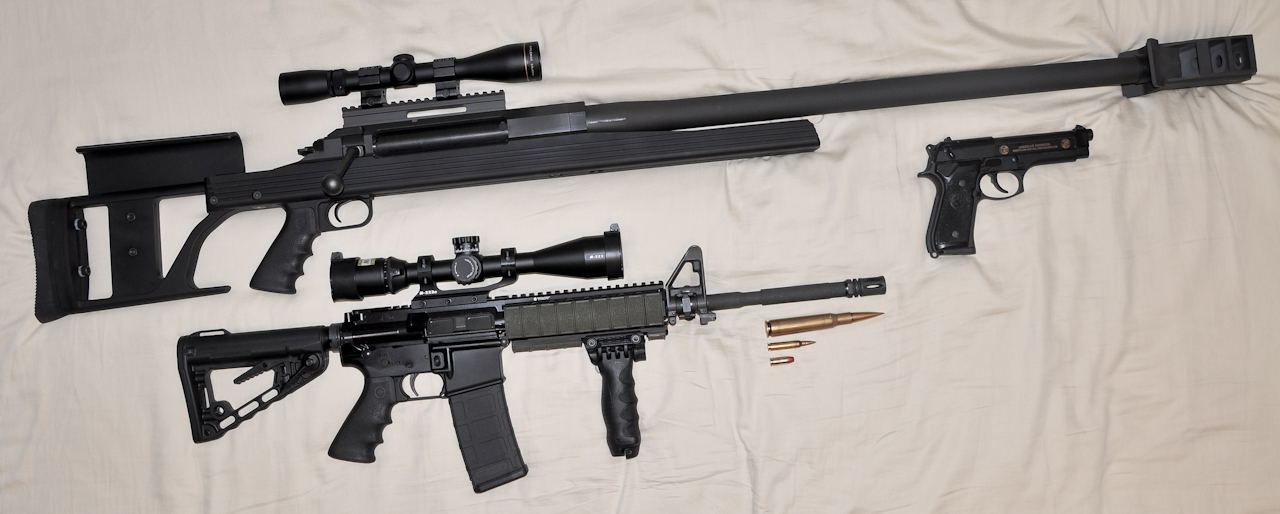
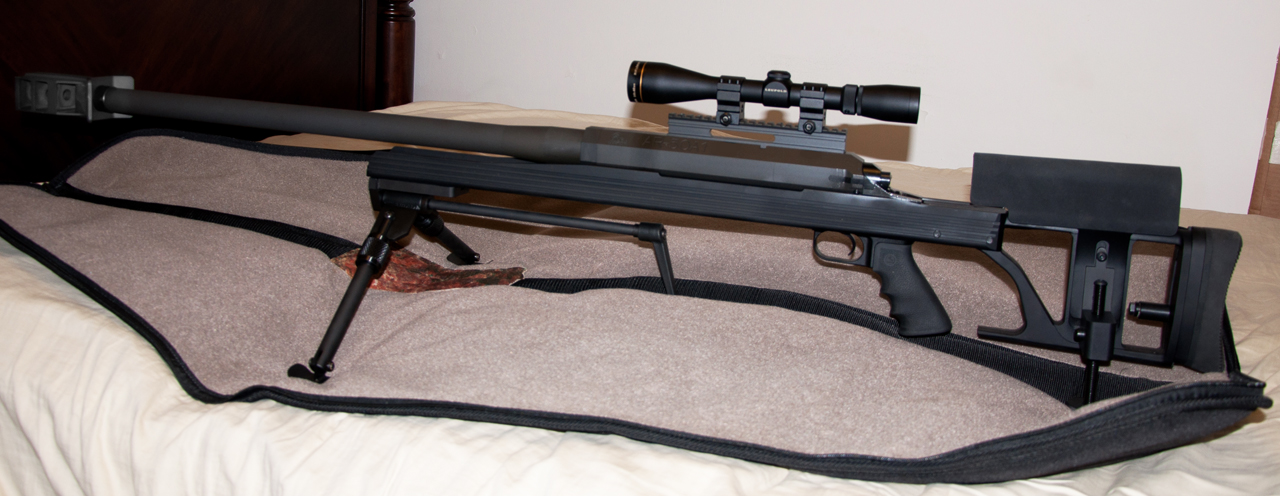
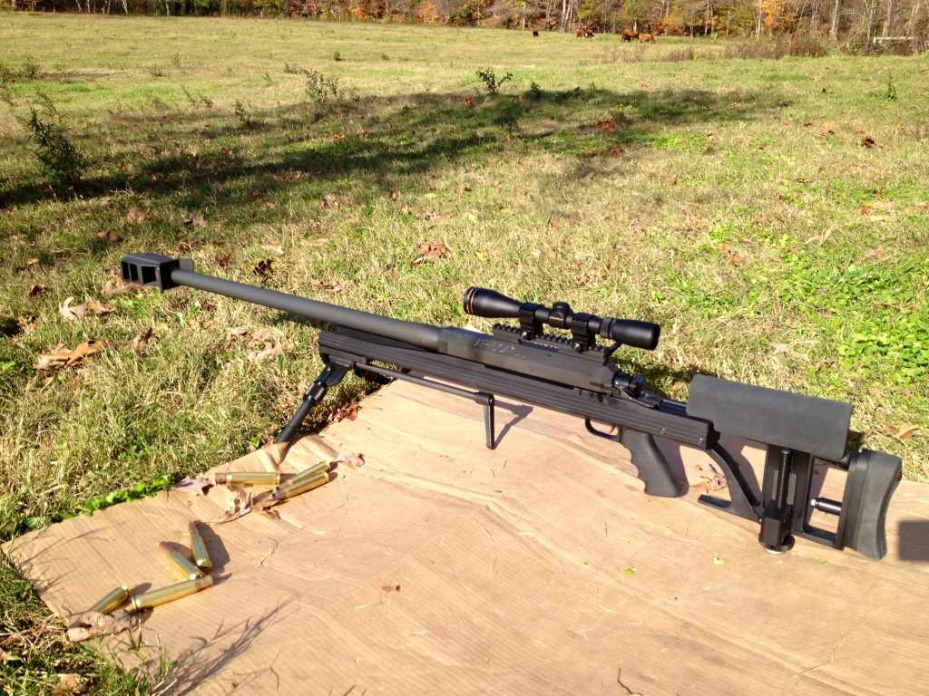
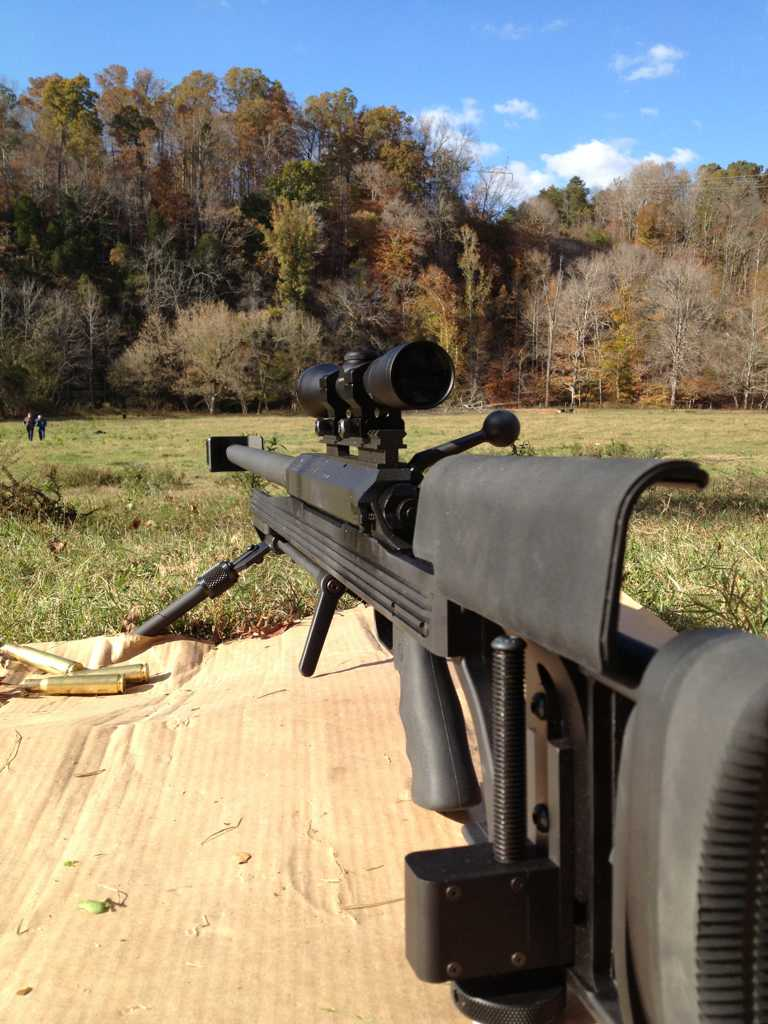
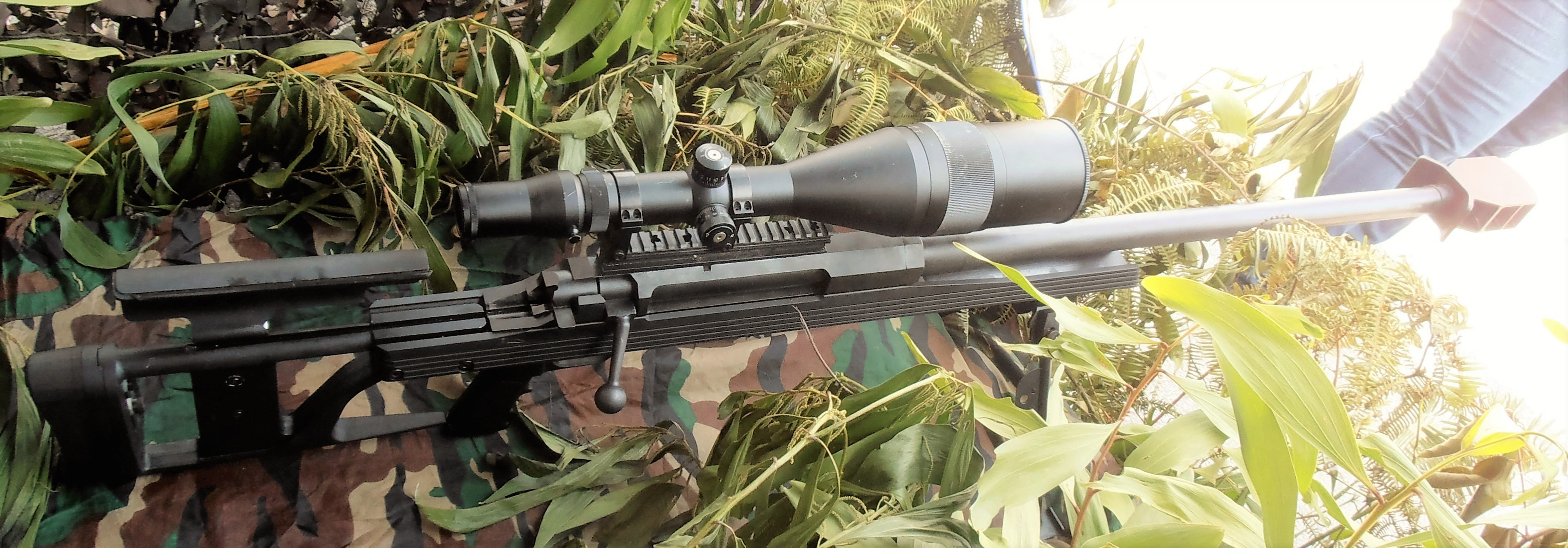
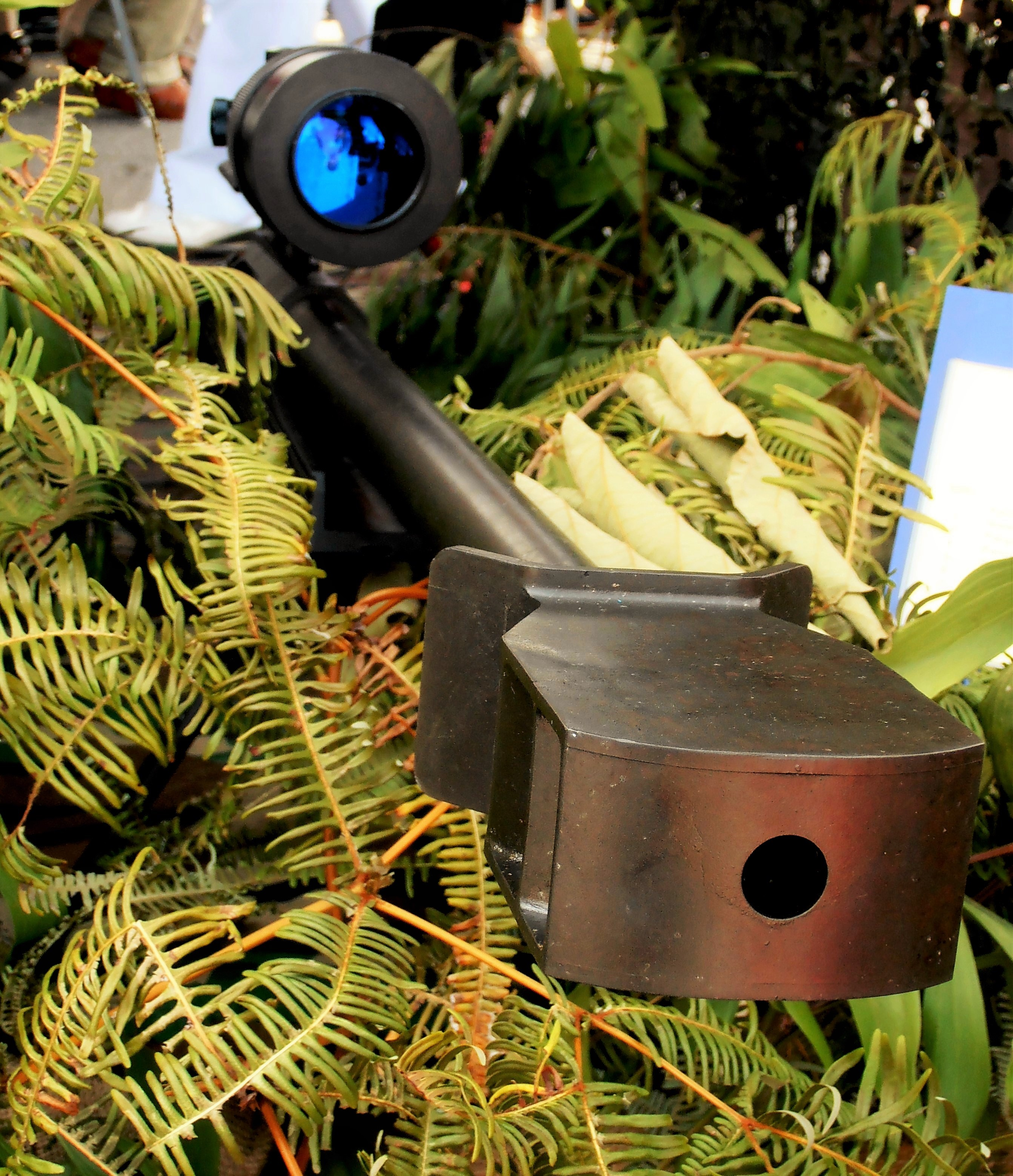

## 使用國
- 马来西亚
  - 马来西亚皇家海军特种作战部队
- 美国
  - 地方警察局

## 流行文化

### 电視節目
- 2003年—《流言終結者》（MythBusters）：曾經登場集數：
  - 2005年7月13日第3季第10集（播出順序為第34集）：“深水躲子彈”（Bulletproof Water）
  - 2005年10月12日第3季第14集（播出順序為第51集）：“流言新解”（MythBusters Revisited）
  - 2009年6月10日第7季第10集（播出順序為第123集）：“子彈會轉彎”（Curving Bullets）
  - 2011年4月6日第9季第1集（播出順序為第160集）：“虎膽妙算易容術”（Mission Impossible Mask）

## 資料來源
1. ↑  AR50 Press Release from Internet Archive. Retrieved on November 12, 2007.
2. ↑  AR50 Page from Internet Archive. Retrieved on November 12, 2007.

## 外部連結
- （英文）—Official Page
- （英文）—ARM USA－ArmaLite AR - 50 （页面存档备份，存于）
- （英文）—More Pictures of the AR-50
- （英文）—HARDWARE—ArmaLite AR-50 Rifle
- （英文）—Impact Guns—
  - ArmaLite AR-50A1 National Match, 50 BMG （页面存档备份，存于）
  - Armalite AR50 A1B Rifle .50BMG （页面存档备份，存于）
- （英文）—Able Ammo—
  - Armalite Model AR-50BMG Rifle 50A1B, 50 Browning Machine Gun BMG, 31 in, Black Stock, Black Finish （页面存档备份，存于）
  - Armalite Model AR-50 Sniper Rifle Special Production 50A1B, 50 BMG, 31" BBL, Green OD Stock, No Bipo （页面存档备份，存于）
- （英文）—Hinterland Outfitters.com—
  - Armalite Model AR-50 Sniper Rifle Special Edition 50A1B 50 BMG Bolt Action For Sale （页面存档备份，存于）
  - Hinterland Outfitters.com—Armalite Model AR-50BMG Left Hand Rifle 50A1B 50 BMG Bolt Action For Sale
- （英文）—Cheaper than dirt.com—11510—ArmaLite AR-50A1 Bolt Action Rifle .50 BMG Single-Shot Black Adjustable Thumbhole Stock Black Finish
- （英文）—Modern Firearms—Armalite AR-50 （页面存档备份，存于）
- （英文）—The Firearm Blog.com—
  - Armalite Anniversary Limited Edition AR-50A1 （页面存档备份，存于）
  - ArmaLite AR-50 review （页面存档备份，存于）
  - Italian Media Upset with Armalite （页面存档备份，存于）
- （英文）—Tactical-Life.com—
  - Armalite AR-50A1 National Match （页面存档备份，存于）
  - ArmaLite 10th Anniversary AR-50A1; Limited to 50 Units. （页面存档备份，存于）
  - Armalite AR-50A1-.416 Barrett （页面存档备份，存于）
  - The Dirty Dozen: Today’s Top 12 .50 BMG Rifles （页面存档备份，存于）
- （简体中文）—D Boy Gun World（槍炮世界）—阿玛莱特AR-50 （页面存档备份，存于）